# Pride and Prejudice and Zombies (film)
Pride and Prejudice and Zombies is een Amerikaanse horrorkomedie uit 2016 van Burr Steers. De film is gebaseerd op de gelijknamige roman uit 2009 van Seth Grahame-Smith, die op zijn beurt een parodie is op Pride and Prejudice uit 1813.

## Verhaal
In het Groot-Brittannië van de negentiende eeuw heerst een mysterieuze plaag waarbij de doden terug tot leven komen. Elizabeth Bennet en haar vier zussen, die vechtkunsten hebben geleerd van hun vader, gaan de strijd aan tegen de zombies. Meneer Darcy, die aan de vooroordelen van de bovenklasse voldoet, wil hen hierbij helpen. Zowel Elizabeth als meneer Darcy zijn bereid om voorbij hun persoonlijke trots en de sociale vooroordelen te kijken en krijgen zelfs oog voor elkaar.

## Rolverdeling
| Acteur            | Personage                |
| ----------------- | ------------------------ |
| Lily James        | Elizabeth Bennet         |
| Sam Riley         | Mr. Darcy                |
| Bella Heathcote   | Jane Bennet              |
| Ellie Bamber      | Lydia Bennet             |
| Millie Brady      | Mary Bennet              |
| Suki Waterhouse   | Kitty Bennet             |
| Douglas Booth     | Mr. Bingley              |
| Charles Dance     | Mr. Bennet               |
| Sally Phillips    | Mrs. Bennet              |
| Jack Huston       | Mr. Wickham              |
| Matt Smith        | Mr. Collins              |
| Lena Headey       | Lady Catherine de Bourgh |
| Emma Greenwell    | Caroline Bingley         |
| Dolly Wells       | Mrs. Featherstone        |
| Hermione Corfield | Cassandra                |
| Aisling Loftus    | Charlotte                |
| Morfydd Clark     | Georgiana Darcy          |